# Selección de voleibol de Croacia
La Selección de voleibol de Croacia (en croata Hrvatska muška odbojkaška reprezentacija) es el equipo masculino de voleibol representativo de Croacia en las competiciones internacionales organizadas por la Confederación Europea de Voleibol (CEV), la Federación Internacional de Voleibol (FIVB) o el Comité Olímpico Internacional (COI). La organización de la selección está a cargo de la Hrvatski Odbojkaški Savez. 

## Historia
La selección de Croacia nace tras la disolución de Yugoslavia y conseguentemente de su selección en la cual jugaban también los mejores jugadores croatas.
A partir de 1991 participa en las fases previas de las eliminatorias de los mayores competiciones europeas y mundiales pero hasta la fecha sólo ha conseguido calificarse por el Mundial de Argentina 2002 acabando 19° y en los  Campeonatos Europeos de  Serbia 2005 y de Rusia 2007, terminando en 8° y 14° lugar.
En la actualidad ha conseguido clasificarse por la  Liga Europea varias veces; en dos ediciones ha conseguido el subcampeonato siendo derrotada por la selección de los Países Bajos (3-1) en 2006 y por Bélgica (3-0) en 2013.

## Historial
| Juegos Olímpicos      |
| --------------------- |
| - Sin participaciones |

| \| - 1949: No existía[5] - 1952: No existía[5] - 1956: No existía[5] - 1960: No existía[5] - 1962: No existía[5] \| - 1966: No existía[5] - 1970: No existía[5] - 1974: No existía[5] - 1978: No existía[5] - 1982: No existía[5] \| - 1986: No existía[5] - 1990: No existía[5] - 1994: No clasificada - 1998: No clasificada - 2002: 19° \| - 2006: No clasificada - 2010: No clasificada - 2014: No clasificada - 2018: \| |                                                                                                |                                                                                                 |                                                                              |
| - 1949: No existía - 1952: No existía - 1956: No existía - 1960: No existía - 1962: No existía | - 1966: No existía - 1970: No existía - 1974: No existía - 1978: No existía - 1982: No existía | - 1986: No existía - 1990: No existía - 1994: No clasificada - 1998: No clasificada - 2002: 19° | - 2006: No clasificada - 2010: No clasificada - 2014: No clasificada - 2018: |

| Liga Mundial          |
| --------------------- |
| - Sin participaciones |

| \| - 1948: No existía[5] - 1950: No existía[5] - 1951: No existía[5] - 1955: No existía[5] - 1958: No existía[5] - 1963: No existía[5] - 1967: No existía[5] - 1971: No existía[5] \| - 1975: No existía[5] - 1977: No existía[5] - 1979: No existía[5] - 1981: No existía[5] - 1983: No existía[5] - 1985: No existía[5] - 1987: No existía[5] - 1989: No existía[5] \| - 1991: No clasificada - 1993: No clasificada - 1995: No clasificada - 1997: No clasificada - 1999: No clasificada - 2001: No clasificada - 2003: No clasificada - / 2005: 8° \| - 2007: 14° - 2009: No clasificada - / 2011: No clasificada - / 2013: No clasificada - / 2015: 15° \| | | | |
| - 1948: No existía - 1950: No existía - 1951: No existía - 1955: No existía - 1958: No existía - 1963: No existía - 1967: No existía - 1971: No existía | - 1975: No existía - 1977: No existía - 1979: No existía - 1981: No existía - 1983: No existía - 1985: No existía - 1987: No existía - 1989: No existía | - 1991: No clasificada - 1993: No clasificada - 1995: No clasificada - 1997: No clasificada - 1999: No clasificada - 2001: No clasificada - 2003: No clasificada - / 2005: 8° | - 2007: 14° - 2009: No clasificada - / 2011: No clasificada - / 2013: No clasificada - / 2015: 15° |

| Copa Mundial          |
| --------------------- |
| - Sin participaciones |

### Otras competiciones
| Liga Europea |
| --- |
| - 2004: 7° - 2005: No clasificada - 2006: 2° - 2007: No clasificada - 2008: No clasificada - 2009: 10° puesto - 2010: No clasificada - 2011: 8° puesto - 2012: No clasificada - 2013: 2° - 2014: No clasificada |